# William Toney
William T. Toney Jr. (ur. 1912 lub 1913 w hrabstwie Houston w stanie Teksas, zm. 16 grudnia 2010 w Austin) – amerykański strzelec, medalista mistrzostw świata.

## Życiorys
Był związany z miastem El Paso w stanie Teksas. W młodości służył w amerykańskiej kawalerii (US Cavalry), po czym został członkiem amerykańskiej straży granicznej (US Border Patrol). Został również członkiem US Navy – podczas II wojny światowej służył na okręcie USS Crescent City (APA-21). Po wojnie przeszedł w stan spoczynku, kończąc służbę w marynarce w stopniu komandora, jednak powrócił do pracy w straży granicznej. Po zakończeniu służby w ostatniej z tych formacji, Toney pracował na Stephen F. Austin State University, po czym podjął zawód kuratora sądowego.
Toney raz stanął na podium mistrzostw świata. Dokonał tego na zawodach w 1949 roku, podczas których został drużynowym brązowym medalistą w pistolecie dowolnym z 50 m (skład zespołu: Huelet Benner, William Hancock, Charles Logie, Harry Reeves, William Toney). W 1952 roku został indywidualnym mistrzem Stanów Zjednoczonych w jednej z konkurencji pistoletowych, pokonując m.in. Hueleta Bennera. Za osiągnięcia w strzelectwie został wyróżniony odznaką wybitnego strzelca międzynarodowego (U.S. Distinguished International Shooter Badge). Podczas Igrzysk Panamerykańskich 1955 był asystentem kierownika reprezentacji Stanów Zjednoczonych w strzelectwie. Na Igrzyskach Panamerykańskich 1959 był oficerem wykonawczym reprezentacji.

## Medale mistrzostw świata
Opracowano na podstawie materiałów źródłowych:
| Mistrzostwa       | Konkurencja                       | Wynik                             | Miejsce |
| ----------------- | --------------------------------- | --------------------------------- | ------- |
| Buenos Aires 1949 | Pistolet dowolny, 50 m, drużynowo | 2616 pkt. (druż.) 519 pkt. (ind.) |         |